# Disseny de jardineria

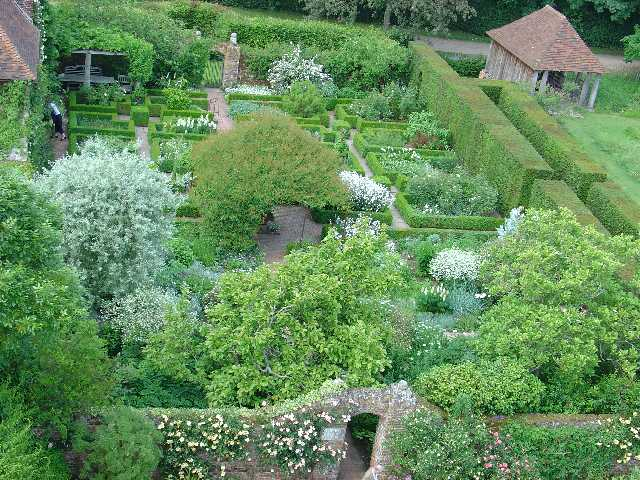
El White Garden a Sissinghurst Castle Garden, dissenyat per Vita Sackville-West

El disseny de jardins és l'art i el procediment de dissenyar i crear plans per disposar i plantar jardins i paisatges. El disseny en jardineria el pot fer el mateix propietari d'un jardí o bé a càrrec de professionals de diferents nivells d'experiència i perícia. La majoria de professionals dissenyadors de jardins són formats en els principis del disseny i en horticultura, i tenen un coneixement expert i l'experiència d'ús de les plantes. Alguns dissenyadors de jardí professionals són també arquitectes paisatgistes amb un nivell més formal de formació que en general requereix un grau avançat i sovint una llicència de l'estat.
Els propietaris de jardins han mostrat un creixent interès en el disseny de jardins durant el segle xx, tant pel que els entusiastes d'horticultura com un hobby, així com en una expansió en l'ús dels dissenyadors de jardins professionals.

## Elements del disseny de jardins
Tant en un jardí dissenyat per un professional o un aficionat, certs principis constitueixen la base de disseny eficaç de jardins, donant lloc a la creació d'espais per satisfer les necessitats, objectius i desitjos dels usuaris o propietaris dels jardins.
Els elements de disseny de jardins inclouen el disseny de la jardineria dura, com ara camins, murs, jocs d'aigua, amb sala d'estar i cobertes, així com les mateixes plantes, amb consideració pels seus requisits hortícoles, la seva temporada d'aparició, vida útil, hàbit de creixement, la mida, la velocitat de creixement, i combinacions amb altres plantes i les característiques del paisatge. També es presta atenció a les necessitats de manteniment del jardí, incloent el temps o els fons econòmics disponibles per al manteniment regular, la qual cosa pot afectar l'elecció de les plantes respecte a la velocitat de creixement, la seva expansió o auto-sembra de les plantes, ja siguin plantes anuals o perennes, el temps de la florida i moltes altres característiques.
Un mètode aproximat per triar plantes adients al clima del jardí és triar-ne espècies que creixen en climes afins. El concepte de bioma ens pot fer servei. Un exemple proper són els biomes de clima mediterrani, amb representants en zones geogràfiques d'Amèrica, Àfrica i Austràlia.
La consideració més important en el disseny del jardí és com serà utilitzat aquest jardí, seguit de prop pels gèneres estilístics desitjats, i la manera com l'espai del jardí es connectarà a la casa o altres estructures en les àrees circumdants. Totes aquestes consideracions estan subjectes a les limitacions dels pressupostos per al projecte en particular i el temps. Les limitacions pressupostàries poden ser abordades per un jardí d'estil senzill més bàsic amb un menor nombre de plantes i materials de la jardineria dura menys costosos, llavors en lloc de gespa per a jardins i plantes que creixen ràpidament, com a alternativa, els amos del jardí poden optar per crear el seu jardí amb el temps, àrea per àrea, posant més en cada secció del que podria ser gestionat d'una sola vegada.

### Localització
Molts dels jardins tenen una localització que és topogràficament significativa i té un microclima adequat per les plantes, a més de la combinació d'un sòl ric i l'aigua. Tanmateix, un bon disseny de jardí pot incrementar el valor del jardí en més gran mesura que la seva ubicació.

### Sòl
Tradicionalment els sòls de jardí es milloraven amb esmenes les quals són el procés d'afegir materials beneficiosos i excavar el subsòl i la part superior del sòl. Els materials poden ser el compost, torba, la sorra, la pols mineral o els fems, entre d'altres que es mesclen amb el sòl excavat La quantitat i tipus de l'esmena pot dependre de la relació entre argila i humus i l'acidesa i alcalinitat del sòl. És aconsellable condicionar el sòl abans de fer la plantació.
Tanmateix, no tots els jardins han de rebre esmenes, ja que moltes plantes autòctones prefereixen el sòl sense millorar (per exemple l'espígol prefereix que el terreny sigui més aviat pobre i tingui pedretes).

### Disseny de la plantació
El disseny de la plantació requereix un talent i una estètica combinat amb un bon coneixement de les plantes també a nivell ecològic i cultural. Això inclou dus tradicions principals: la plantació formal rectilínia (Pèrsia i Europa) i l'asimètrica (Àsia) i naturalística.

#### Història
La història del disseny en jardineria és un aspecte de la història de la jardineria i la moderna història de l'arquitectura paisatgística.
El jardí de Pèrsia es considera que van originar el disseny estètic de la plantació i feien servir una pla rectilini. En època medieval europea els jardins sovint eren una mescla de plantes medicinals, hortalisses i flors. En el Renaixement a Itàlia es poden veure ja disposicions purament estètiques. En el renaixement i Barroc a França es va continuar la plantació estètica formal.
A l'Àsia hi va haver una tradició d'asimetria en el Jardí de la Xina, des de la dinastia Jin (265–420) i en el Jardí japonès. A Europa la disposició informal es va desenvolupar en el paisatgisme anglès i el paisatgisme francès.

## Tipus de jardins
- Jardí islàmic

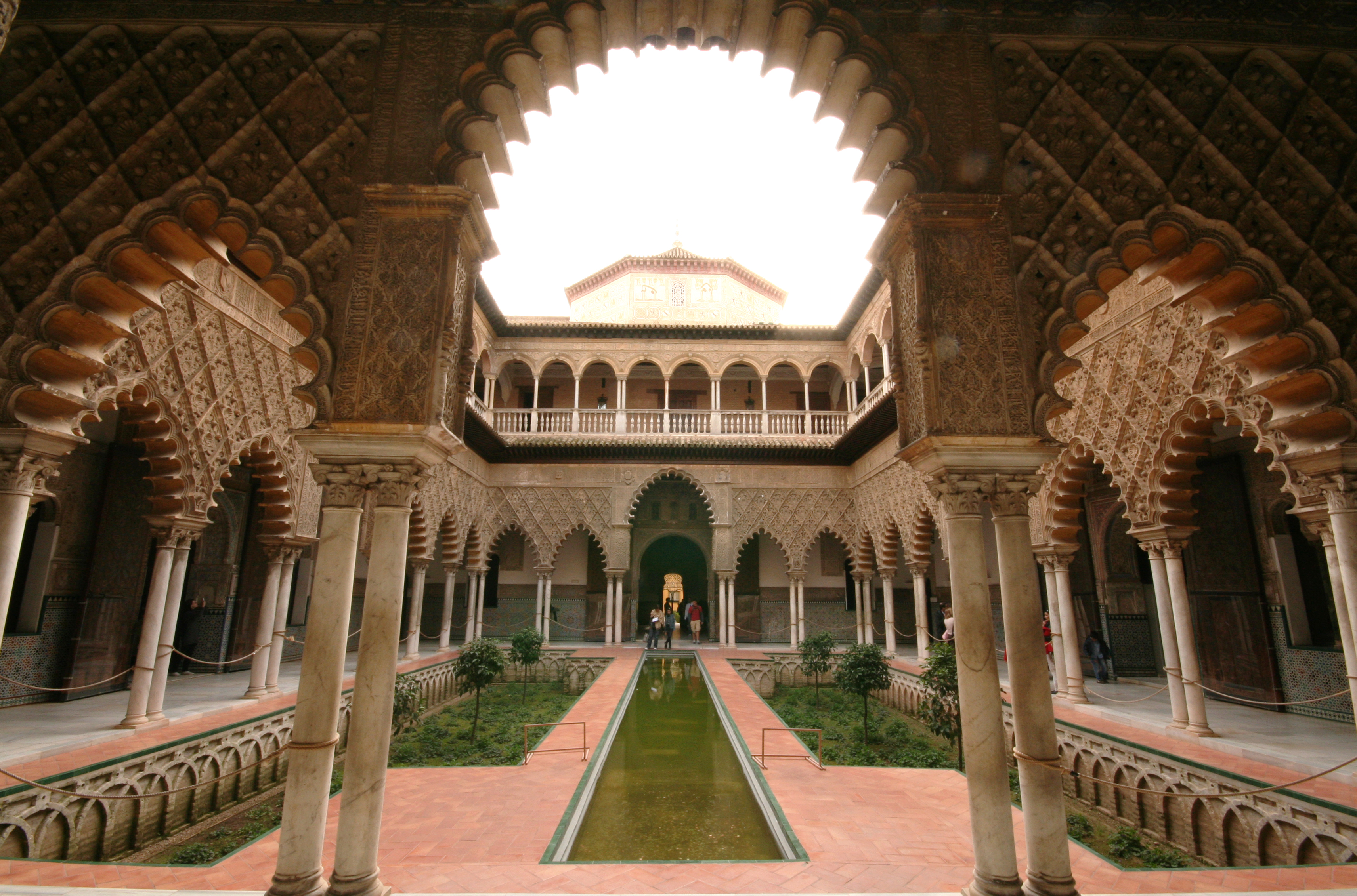
Alcázar de Sevilla

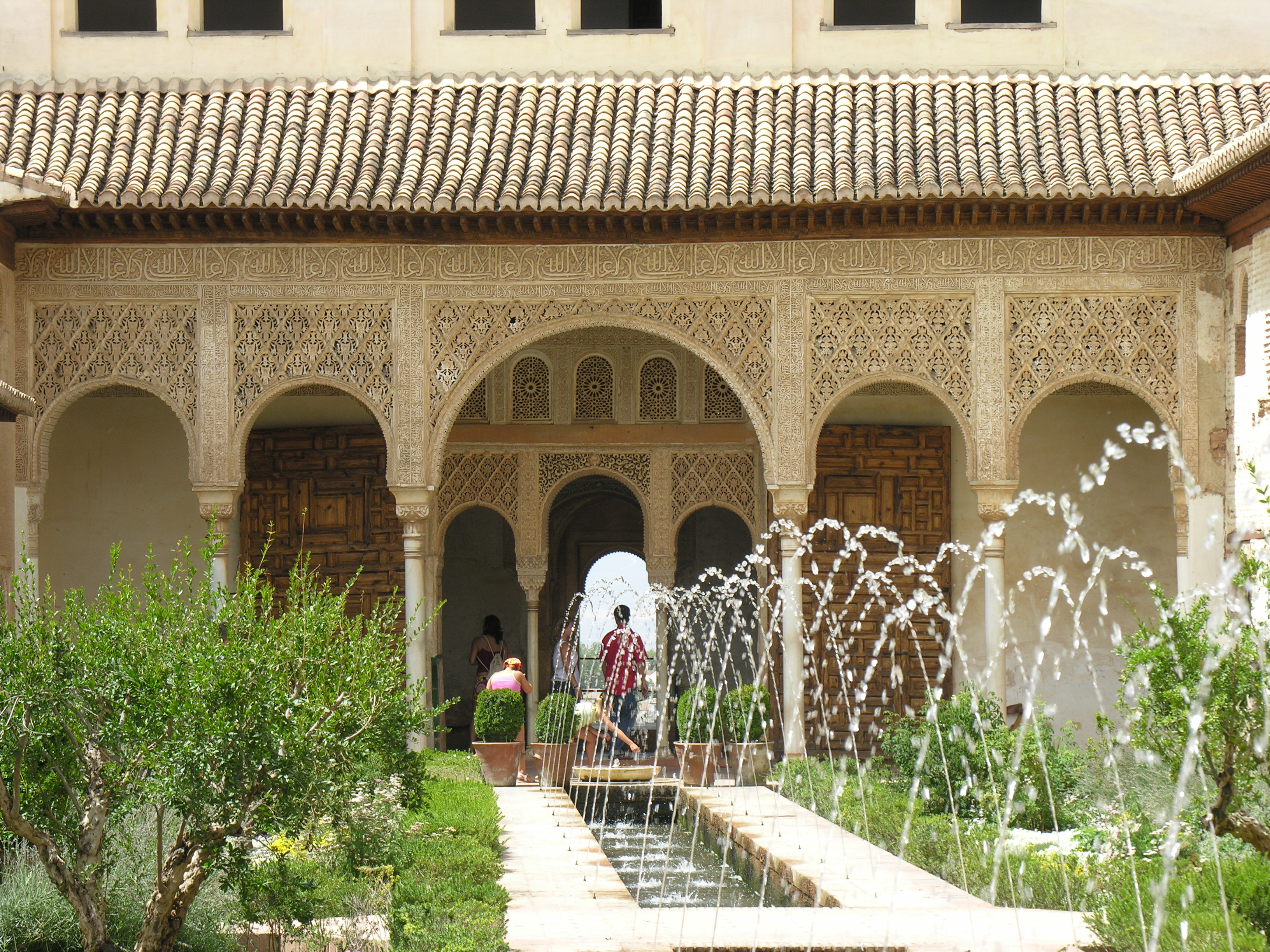
Palau del Generalife

El disseny de jardins en el món islàmic va iniciar-se amb el Jardí del Paradís a l'antiga Pèrsia es va continuar en diversos llocs conquerits per l'Islam des de l'Àsia central a l'Al Andalús.

### Jardins mediterranis
Inclou:

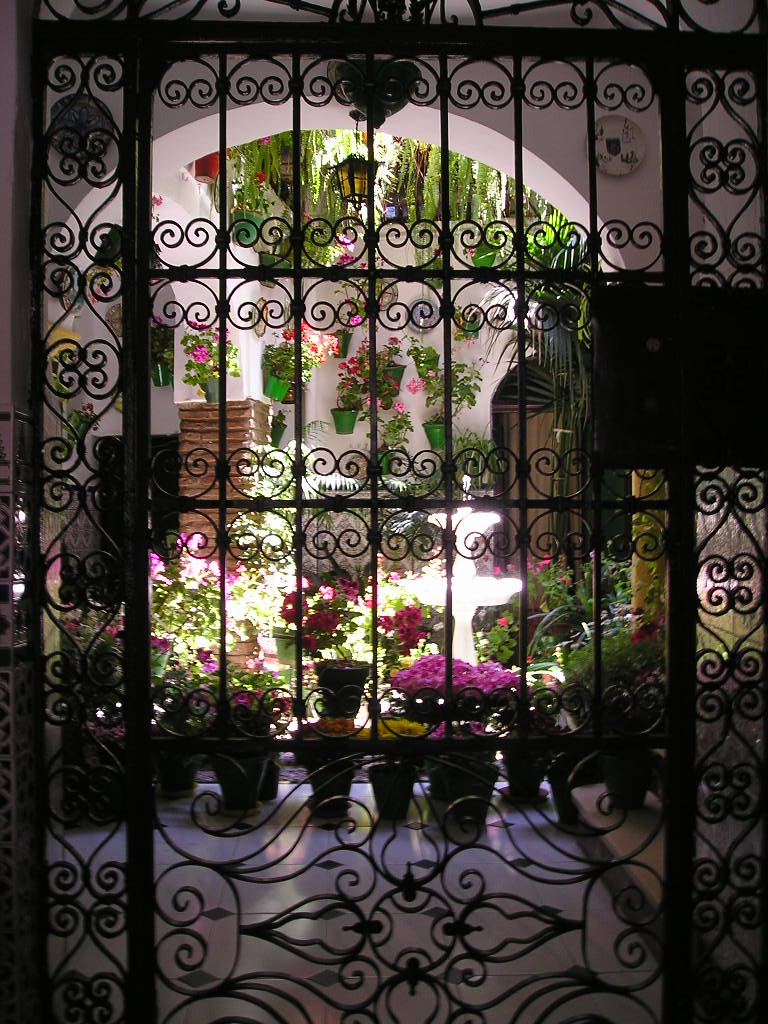
Pati andalús a Còrdova.

- Jardins de l'antiga Grècia i hel·lenístics
- Jardins de l'antiga Roma

- Jardins peristílics desenvolupats en els claustres.
- Casa dels Vettii — Pompeia.
- Horti Sallustiani

- Jardí romà d'Orient
- jardí espanyol

- Pati andalús

### Jardins del Renaixement i formals

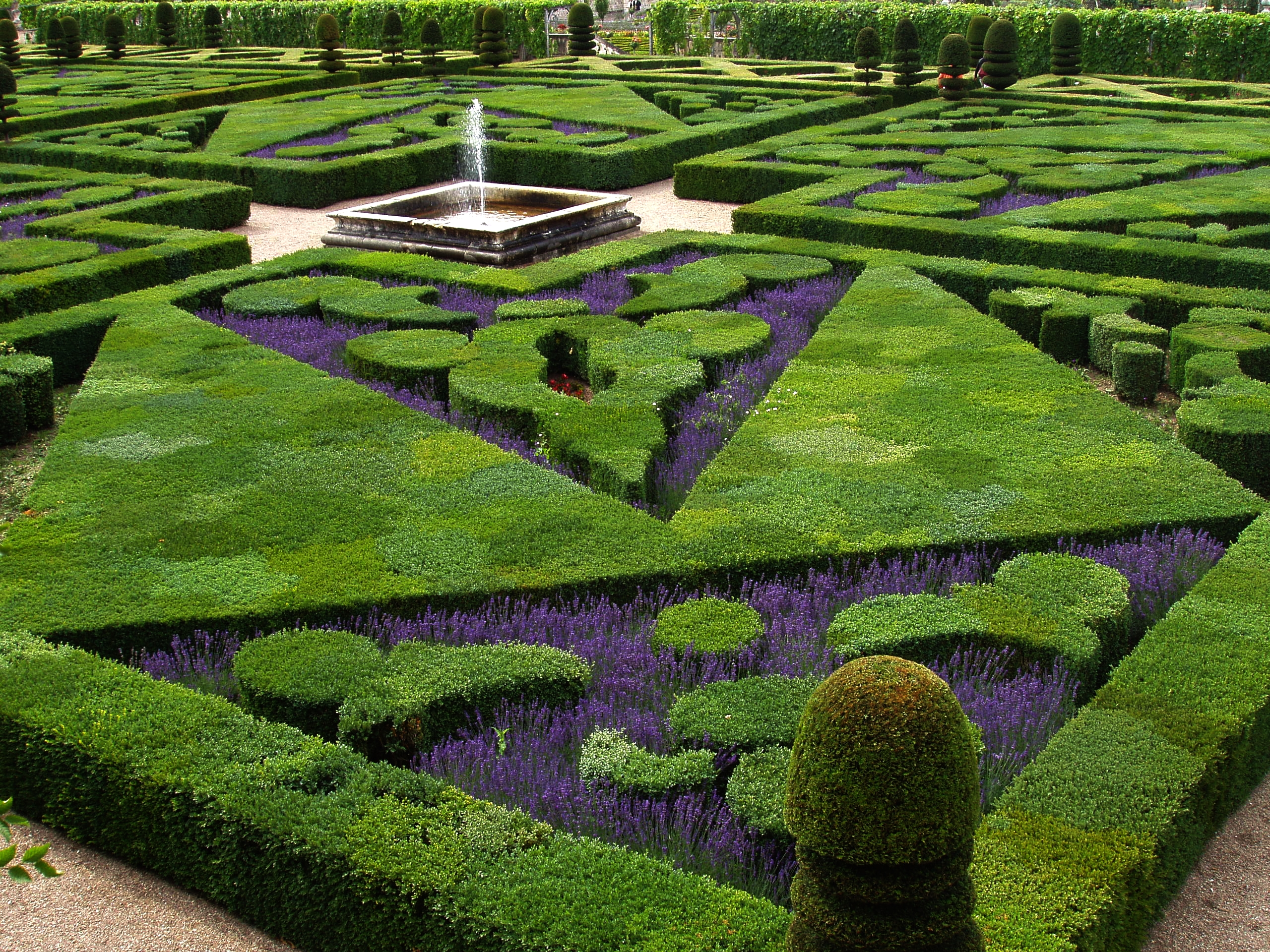
Parterre francès formal a Villandry

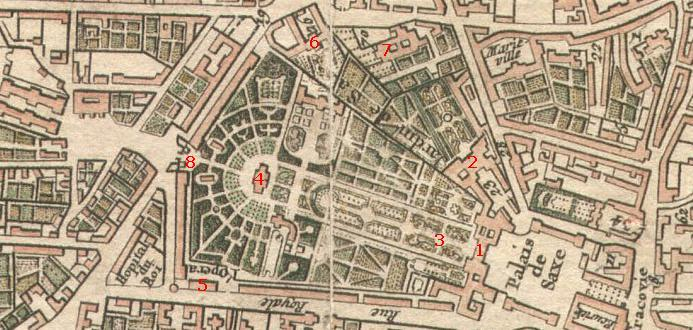
Jardí de Saxònia

Un jardí formal és de disseny rectilini i axial.
El jardí a l'estil francès té els seus orígens al segle xv en els italians Villa d'Este, Jardins Boboli, i Villa Lante. Els Jardins de Versalles en són l'exemple definitiu.
Les característiques dels jardins formals poden incloure:

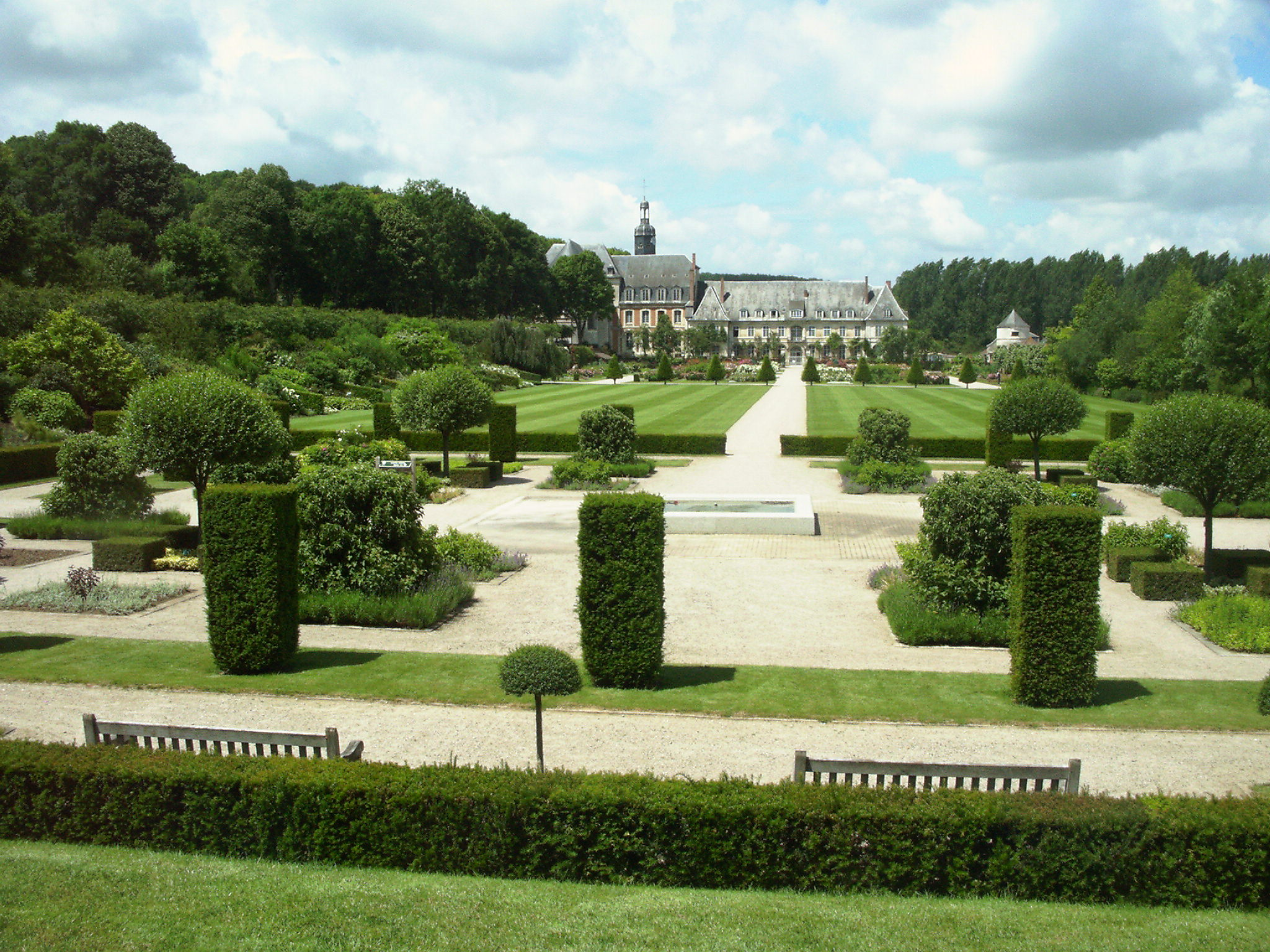
Jardí formal a l'Abbaye de Valloires, Picardy, per Gilles Clément, 1987

- Terrasses
- Art topiària
- Statuary
- Tanca
- Bosquet
- Parterre
- Teatre silvestrer
- Pèrgola
- Pavelló
- Paisatgisme

### Jardins paisatgísric i naturalistes anglesos
L'estil del jardí paisatgístic anglès abandona el primer estil de jardí anglès que era geomètric. William Kent i Lancelot "Capability" Brown el van proposar entre d'altes dissenyadors. El jardí naturalista anglès de la dècada de 1730 és enllà va transformar l'estil dels jardins de tot Europa.

### Jardins Cottage
Un jardí cottage utilitza un disseny onformal, materials tradicionals. plantació densa i una mescla de plantes ornamentals i de comestibles. El seu origen és en segles anteriors però es va popularitzar en la dècada de 1870 en resposta als jardins victorians que estaven molt més estructurats.

### Jardins de cuina o potager

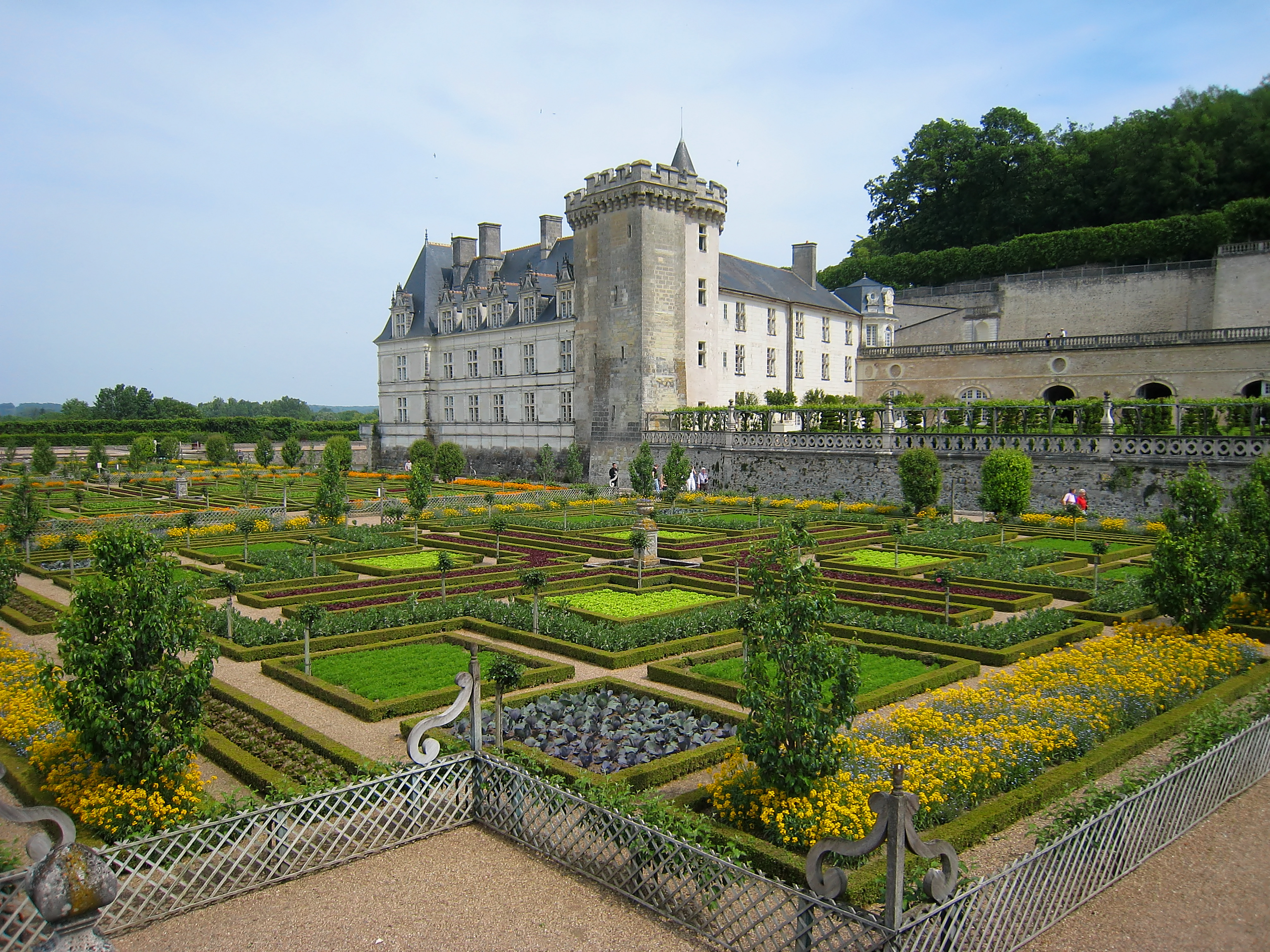
Potager formal a Villandry, França

El jardí de cuina tradicional, també conegur com un potager, és un espai separat de la resta del jardí residencial. S'hi conreen plantes medicinals, fruits i flors però també és un espai estructurat basat en la repetició de patrons geomètrica.

### Jardí de Shakespeare
Un Jardí de Shakespeare és un jardí temàtic on es cultiven les plantes mencionades en les obres de William Shakespeare. Especialment als Estats Units són jardins públics associats amb parcs, universitats i festivals shakespearians. Poden ser el lloc on es fan casaments. El boix acostuma a dividir els espais d'aquests jardins.

### Jardí de rocalla

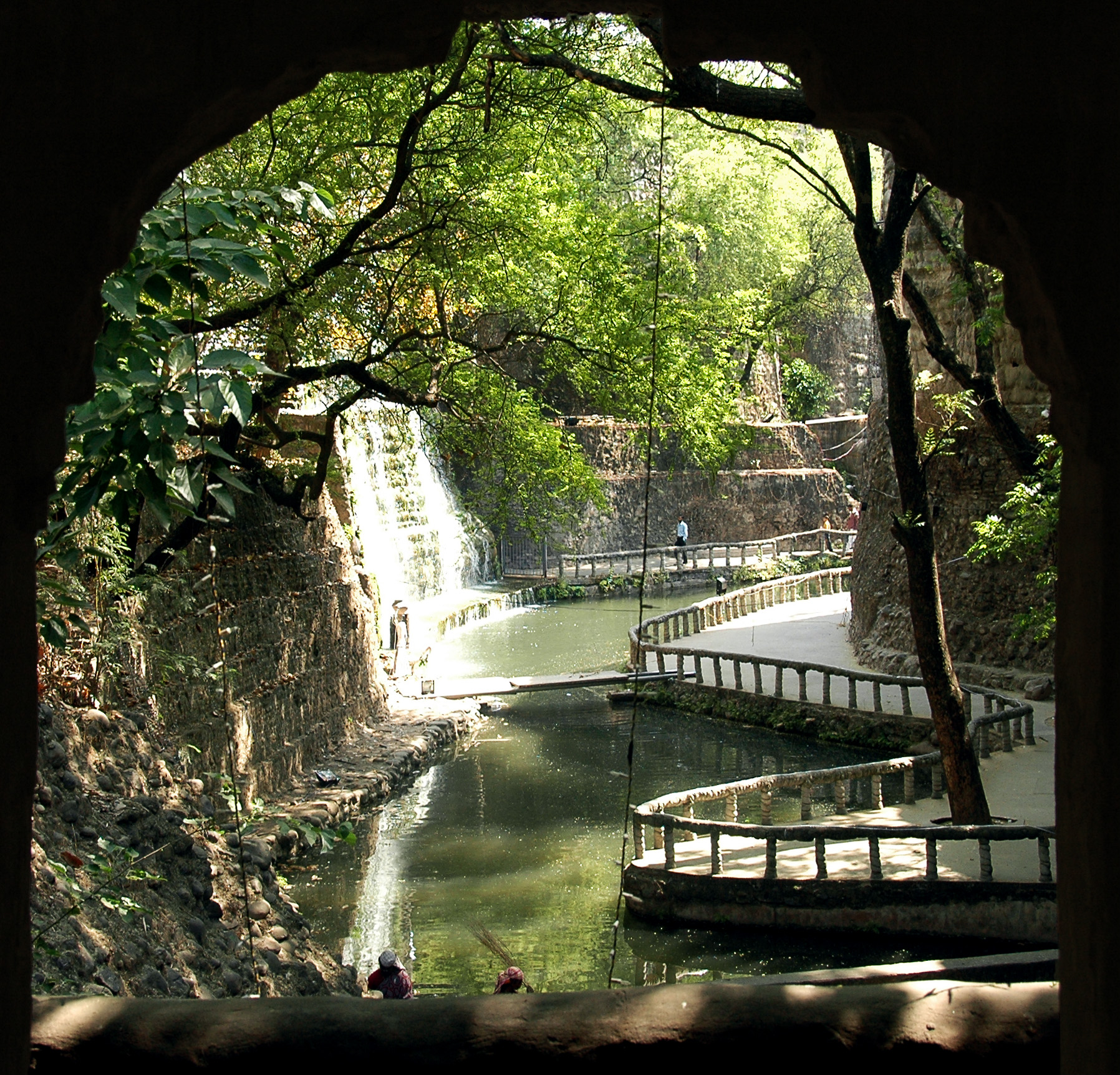
Jardí de rocalla a Chandigarh, Índia.

Un jardí de rocalla també conegut com un jardí alpí, és un tipus de jardí que fa un gran ús de les roques o de pedres junt amb l'ús de plantes originàries de zones rocoses o alpines. Aquests jardins tendeixen a ser de mida petita, ja que moltes de les espècies que s'hi cultiven acostumen a ser petites de manera natural i no cobreixen tota la roca. Poden créixer en contenidors amb terra o directament sobre el sòl. Normalment són plantes que prefereixen uns sòls ben drenats i necessiten poca.
La forma normal d'una rocalla és una pila de roques, grans i petites, disposades de forma estètica, i entre pocs espais entre elles, on les plantes poden arrelar. Algunes rocalles incorporen bonsais.
Aquest tipus de jardí va ser popular en l'era victoriana.
El Jardí Zen japonès és un tipus especial de jardí de rocalla sense pràcticament plantes.
El jardí de rocalla de Chandigarh, Índia fa 160.000 m² i s'ha fet de residus industrials i domèstics.

### Jardins contemporanis

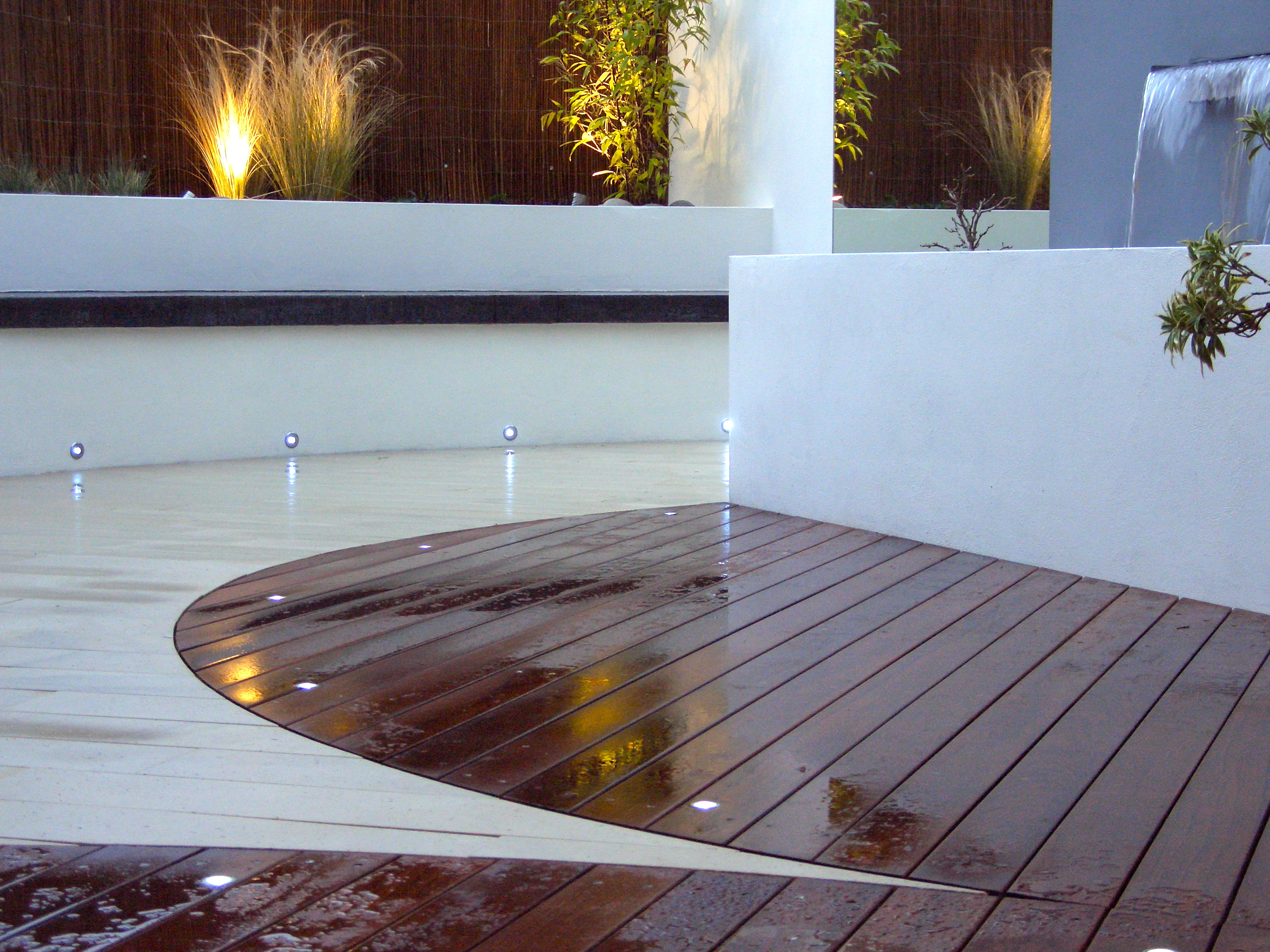
Jardins contemporanis

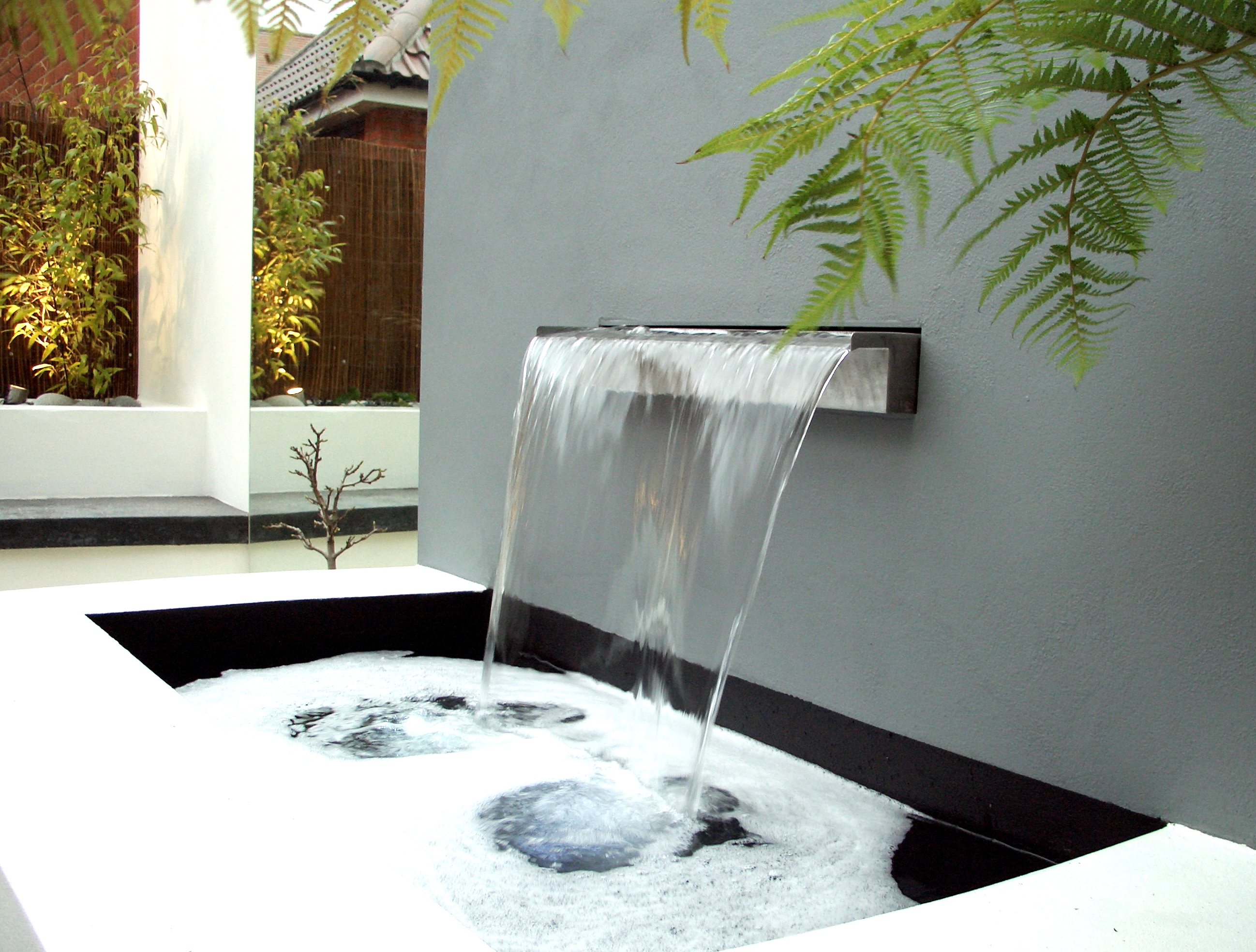
Aigua en jardins contemporanis

l'estil contemporani de jardineria ha guanyat popularitat en els darrers anys al Regne Unit en els darrers anys. Es pot definir per l'ús de línies de disseny netes focalitzat en materials del paisatgisme dur 

### Jardins residencials
Els jardins residencials o jardins privats són els jardins més comuns. A més de poder estar al voltant de la casa, als balcons o les finestres, també es pot establir un jardí de teulada. Típicament estan dissenyats a escala humana.

## Tractats i cites
Els coneixements actuals sobre els jardins d'altres temps s'han preservat en fonts escrites. Entre les obres més importants cal classificar els tractats especialitzats. La seva consulta permet aproximar-se a alguns aspectes, teòrics i pràctics, de la jardineria. La que segueix és una llista aleatòria (obligadament incompleta) sobre el tema, ordenada cronològicament.
- 605-562 aC. Jardins penjants de Babilònia.

- c. 300 aC. De historia plantarum. Teofrast.[3][4]

- c. 27aC. Vitruvi. De Architectura Libri X.[5]

- c. 810. Capitular de Villis.[6]

- 827. Liber de cultura hortorum. Walafrid Estrabó.[7][8]

- 1288-1289. Llibre de meravelles. Ramon Llull.[9][10]
  - Llull esmenta, de forma natural, un jardí. Significant un ús normal del terme."...havia en son hostal un bell jardí, en lo qual havia molts arbres de diverses maneres, e aquells arbres eren tots fullats e florits..."

- 1625. Francis Bacon escrigué un curt assaig sobre els jardins: Of Gardens.[11][12]

- 1768. An Essay on Design in Gardening. Georges Mason.[13]

- 1798. Voyage au Jardin des Plantes. L.F. J auffret.[14]

- 1801. Teoria Dell'arte De' Giardini.[15]

- 1823. Essai sur la composition et l'ornement des jardins. Pierre Boitard.[16]

- 1847. Elementos de higiene pública. Pere Felip Monlau i Roca[17]

- 1855. Essais historiques sur les jardins. P. de Wint.[18]

- 1872. Manuale del giardiniere fioricoltore e decoratore di giardini contenente una breve descrizione dei giardini antichi e moderni... Marcellino Roda.[19]

- 1885. Principios de botánica funeraria. Celestí Barallat i Falguera.[20][21][22]

- 1894. Los jardines botánicos, su número, organización è importancia en las naciones, más cultas é ilustradas. Miguel Colmeiro.[23]

- 1895. L'horticulture Dans Les Cinq Parties Du Monde.[24]

- 1907. Càntic dels càntics precedit de Els jardins de Salomó: (obra pòstuma). Jacint Verdaguer.[25]

- 1922. Practical Landscape Gardening. Robert B. Cridland.[26]

- 1981. Del paraíso al jardín latino: origen y formación del moderno jardín latino. Nicolau Maria Rubió i Tudurí[27]